# Parc de Can Nadal
El Parc de Can Nadal és un parc urbà de Sant Feliu de Llobregat (Baix Llobregat) inclòs en l'Inventari del Patrimoni Arquitectònic de Catalunya.

## Descripció
L'únic edifici que queda en peu de l'antic Clos de Can Nadal és una petita torre, en bastant mal estat, que es troba en un extrem del parc sense tenir cap mena de funció. El parc està ben cuidat i els arbres, fonamentalment, coníferes, són ben bé del segle xix.
Els bancs originals es troben repartits al voltant d'un petit llac i són realitzats en maó arrebossat, amb elements tipus mènsula a la part inferior i als costats. Estan molt degradats.

## Història
La quadra del Palau ocupava una bona part del terme de l'actual Sant Feliu. Aquesta hisenda havia figurat com a entitat separada de la població fins a començaments del segle xix. El Clos de Can Nadal va estar afectat per les expropiacions de finques per la construcció del ferrocarril. En començar la centúria actual, s'inicià el procés de desintegració de Can Clos, doncs es posà en marxa la urbanització dels "carrers nous". Finalment l'any 1933 el comte de Vilardaga, Antoni Clavé i Nadal, va vendre a l'Ajuntament el que restava del clos.